# Mihai Popescu
Pour les articles homonymes, voir Popescu.
Mihai Cătălin Popescu, né le 15 mars 1985 à Găești, est un joueur roumain de handball évoluant au poste de gardien de but
Après avoir joué pendant 12 saisons dans le club roumain du HCM Constanța, il rejoint en 2015 le club français du Saint-Raphaël VHB.

## Palmarès

### En club
Compétitions nationales
- Vainqueur du Champion de Roumanie (9) : 2004, 2006, 2007, 2009, 2010, 2011, 2012, 2013, 2014
- Vainqueur de la Coupe de Roumanie (5) : 2006, 2011, 2012, 2013, 2014
- Vainqueur de la Supercoupe de Roumanie (4) : 2008, 2011, 2013, 2014
- Vice-champion de France en 2016
- Finaliste du Trophée des champions en 2018

Compétitions internationales
- Demi-finaliste de la Coupe des coupes (C2) en 2006
- Finaliste de la Coupe de l'EHF (C3) en 2018
  - Demi-finaliste de la Coupe de l'EHF (C3) en 2014
- Demi-finaliste de la Coupe Challenge (C4) en 2004

### Distinctions individuelles
- élu meilleur handballeur de l'année en Roumanie (8) : 2010, 2011, 2012, 2014, 2016, 2017, 2018, 2019,2021,2022

## Galerie

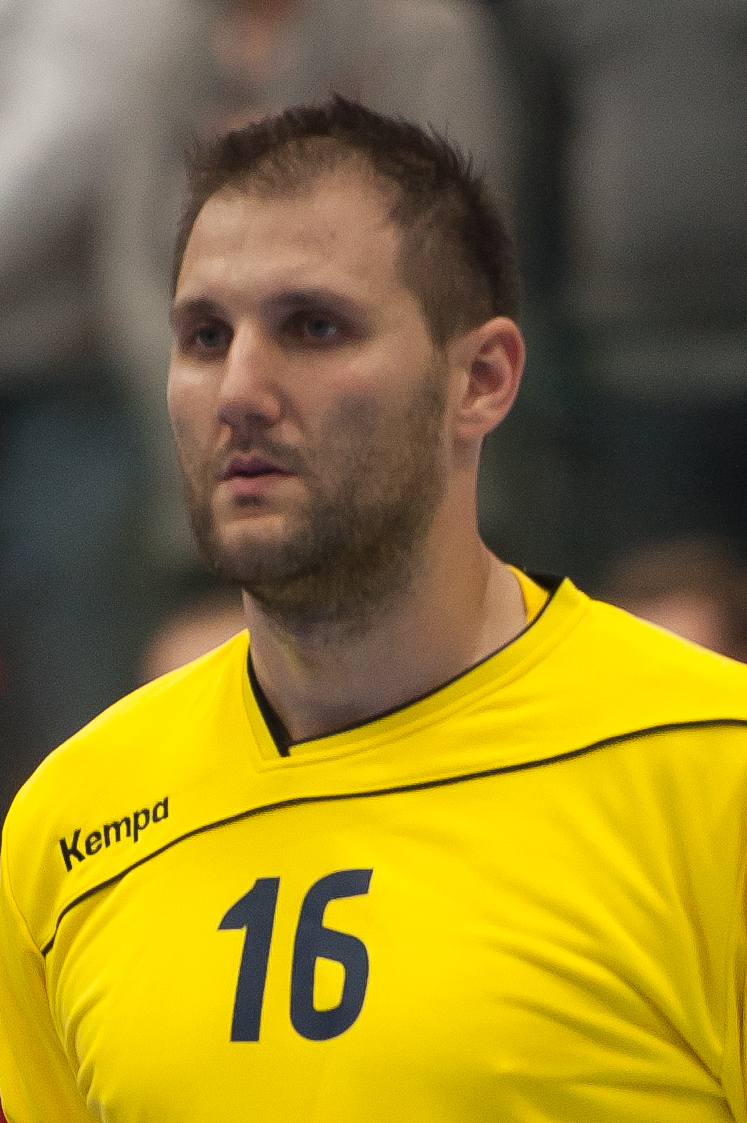
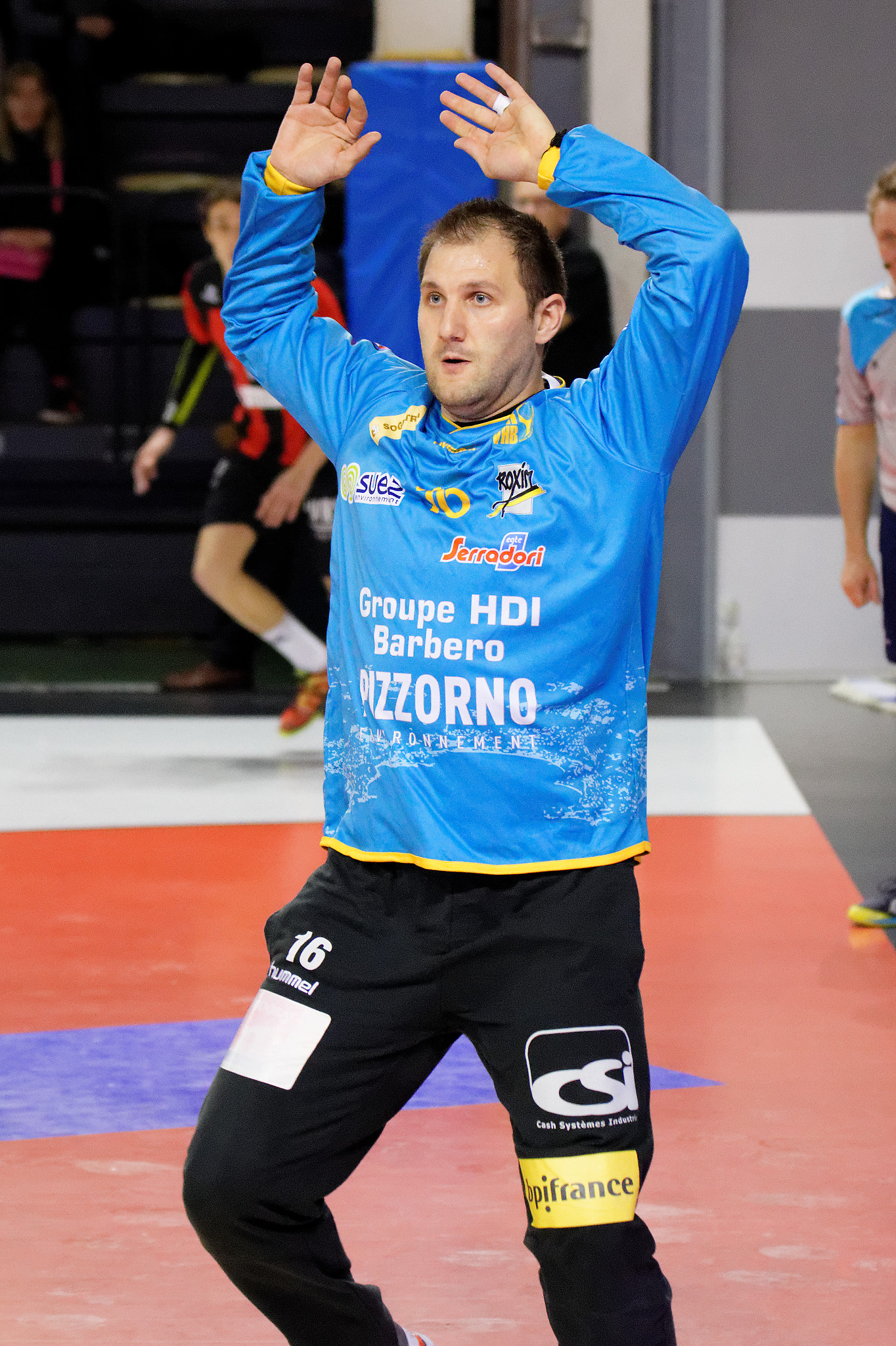
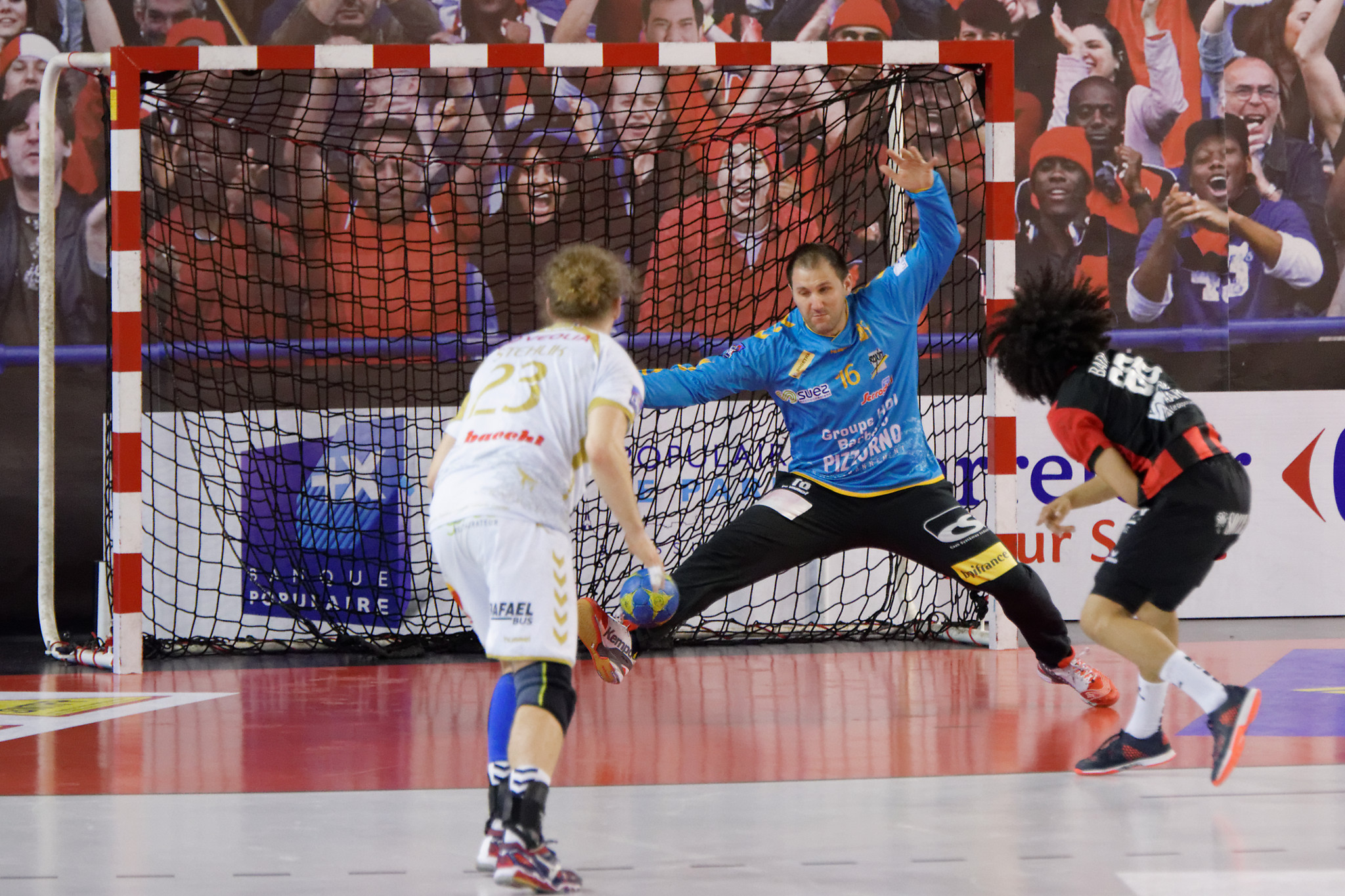
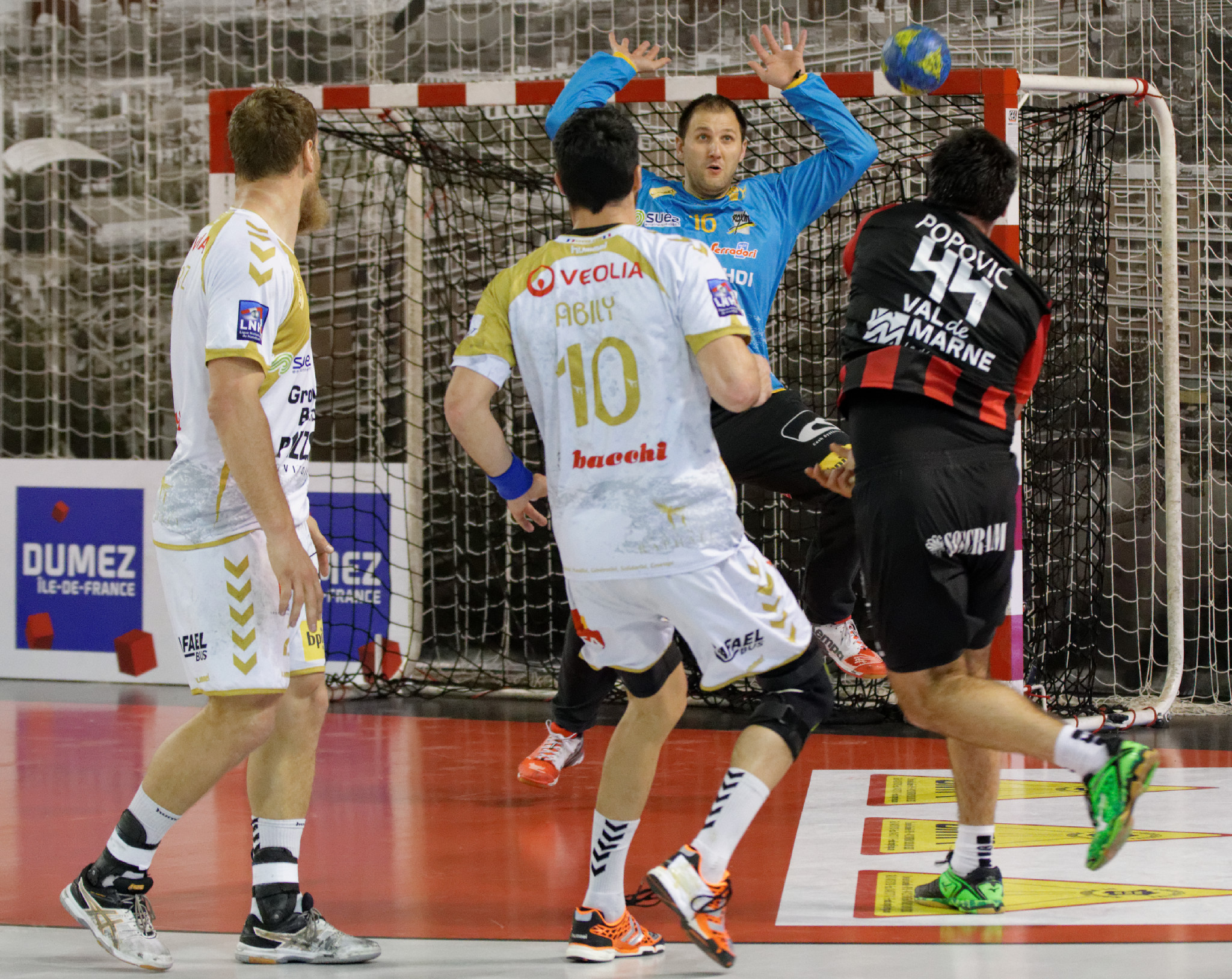